# Operacija Brđani '91
Operacija Brđani '91 je bila hrvatska vojna oslobodilačka akcija u Domovinskom ratu.
Bila je to prva oslobodilačka akcija Hrvatske vojske na području Banovine. Bio je to prvi veći protuudar na sisačkom području. U akciju su krenuli 22. kolovoza pripadnici 2. bojne 2. „A“ brigade ZNG-a, uz dragovoljce 57. bojne „Marijan Celjak“ i pripadnike MUP-a. Hrvatske su snage bile slabo naoružane i tehnički dosta inferiornije u odnosu na velikosrpskog agresora. Moral u hrvatskim postrojbama bio je vrlo visok, jer je bila snažna motivacija, ljubav prema hrvatskoj domovini a za ovaj pothvat u ovakvim odnosima trebala je velika hrabrost. Velikosrpske osvajače vodili su razarački i pljačkaški motivi i prema ovom području odnosili su se kao prema plijenu a ne kao prema domovini, što je sve skupa davalo prednost hrvatskim snagama. Hrvatske su snage ciljale zadržati nadiranje neprijateljskih velikosrpskih snaga te deblokirati i osloboditi komunikaciju Sisak – Sunja. Napad se zbio u vrijeme kad su hrvatske snage bile u stalnoj defenzivi i hrvatska sela su redom padala pod osvajače, a njihove hrvatske stanovnike velikosrpski osvajači su nesmiljeno ubijali. Cijela Banovina je gorila od osvajačke paljbe.
Jedna je hrvatska satnija dobila zadaću djelovati na glavnom udarnom pravcu i pri tom uništiti neprijateljske položaje, srušiti barikade te probiti cestu ka Sunji. Krenuli su iz Komareva oko polnoći, okolnim putevima preko Madžara, Letovanaca, Čakala, Trnjana te izašli na cestu Brđani Kosa gdje su oslobađali hrvatska sela. Izašavši na cestu morali su pričekati ostale snage. Pristizanjem pojačanja mogli su se upustiti u smjelu akciju daljnjeg oslobađanja. Čekanje pojačanja predstavljalo im je kratki predah pred daljnje akcije. Nakon što je stiglo, pošli su ka Sunji. Žestoke su borbe izbile kod Brđana Ceste. Od položaja na pruzi željezničke postaje Sunja, velikosrpski su agresori napali ih brzometnom paljbom pri čemu su smjesta poginula petorica boraca, a 17-ero je bilo lakše i teže ranjeno. Zatim je uslijedila obostrana pucnjava koja je potrajala oko četrdesetak minuta. Ujutro se je spustila jutarnja sumaglica što je omogućilo hrvatskim osloboditeljima živi se izvući iz vrlo nepovoljna položaja na otvorenoj cesti gdje su bili izloženi neprijateljskoj paljbi.
Na hrvatskoj je strani poginulo pet hrvatskih gardista 2. bojne 2. Gardijske brigade Gromovi: Ivica Hrnčević, Ivan Devčić, Osman Muratagić, Žan Marot i Alen Glavan, a 17 ih je ranjeno. Spomen obilježje poginulim hrvatskim braniteljima nalazi se u sunjskom naselju Brđani Cesta.